# Théorème de Sonnenschein
Le théorème de Sonnenschein, établi entre 1972 et 1974 dans une série d'articles par Hugo F. Sonnenschein, Rolf Ricardo Mantel et Gérard Debreu, d'où le fait qu'on l'appelle aussi théorème de Sonnenschein-Mantel-Debreu, montre que les fonctions de demande nette du modèle de Kenneth Arrow et Gérard Debreu de l'équilibre général peuvent avoir une forme quelconque, ce qui empêche de tirer de ce modèle des résultats (unicité, stabilité, "lois" de statique comparative) autres que l'existence d'au moins un équilibre général.

## Présentation du résultat
Le théorème de Sonnenschein affirme que dans le cadre de la concurrence parfaite, il est impossible de déduire des comportements maximisateurs des entreprises et des ménages des conditions sur la forme de leur fonction de demande nette globale (sommation des demandes nettes individuelles).
Ce résultat résiste à une modification de plusieurs de ces hypothèses. Il est en particulier vrai dans toute situation où un nombre suffisant d'agents sont preneurs de prix (price-takers), par exemple en présence d'un monopole dans un cadre d'équilibre général, ou si on suppose que tous les consommateurs ont les mêmes goûts.

## Enjeux
La forme des fonctions d'offre et de demande sont des éléments essentiels de la théorie du producteur et de la théorie du consommateur. Dans un cadre d'équilibre partiel, il est possible de déduire du seul comportement maximisateur et d'hypothèses sur la fonction d'utilité ou sur la fonction de production des conditions sur la forme des fonctions d'offre et de demande, par exemple le fait que la demande est une fonction décroissante du prix pour un bien normal.
Le théorème de Sonnenschein montre que de telles propriétés ne s'étendent pas aux fonctions de demande nette (différence entre demande et offre) globales issues de la sommation des offres et des demandes individuelles dans le cadre du modèle de Arrow-Debreu. Autrement dit, la demande nette globale peut avoir, dans ce cadre, une forme quelconque. Ce qui ne met pas en cause l'existence de l'équilibre, mais son unicité et la stabilité du tâtonnement censé l'y conduire. Le théorème de Sonnenschein met aussi en cause les raisonnements de statique comparative - comparaison de deux équilibres après modification d'un des paramètres du modèles (goûts des ménages, "dotations initiales", coefficients techniques) - à l'origine des énoncés des "lois" en économie.

## Conséquences
Ce théorème a été réutilisé par un certain nombre d'économistes hétérodoxes pour critiquer la théorie standard. Par exemple, Claude Mouchot affirme que « le Théorème de Sonnenschein-Mantel-Debreu montre que l'équilibre général n'est en définitive qu'une construction vide et inutilisable. »
Néanmoins, les économistes orthodoxes affirment que ce théorème ne remet nullement en cause la pertinence du modèle d'équilibre général comme cadre d'analyse. Ce théorème indique simplement qu'en l'absence d'hypothèses supplémentaires, ce modèle ne peut être testé empiriquement car il n'aboutit à aucune prédiction. Comme le disent Mas-Colell, Whinston et Green dans leur Microeconomic Theory: "n'importe quoi peut arriver" ("Anything Goes", p 598).